# Супрунов, Валентин Кузьмич
Валентин Кузьмич Супрунов — советский хозяйственный, государственный и политический деятель, доктор медицинских наук, профессор, врач-отоларинголог.

## Биография
Родился в 1902 году.
С 1930 года — на хозяйственной, общественной и политической работе.
В 1930—1974 гг. — врач, врач-отоларинголог, заведующий кафедрой лор-болезней Кубанского государственного медицинского института, директор Кубанского медицинского института, автор ряда статей в Большой и Малой медицинских энциклопедиях, соавтор руководства для врачей «Болезни уха, горла и носа», основатель оториноларингологической школы на Кубани.
Избирался депутатом Верховного Совета СССР 2-го, 3-го и 4-го созыва.
Умер в 1975 году в Краснодаре.